# Gruppo di Hungaria
Gli asteroidi della famiglia Hungaria, noti anche come gruppo Hungaria o, più semplicemente, gli Hungaria, sono un gruppo dinamico di asteroidi della fascia principale che orbitano attorno al Sole con un semiasse maggiore (il raggio più lungo di un'ellisse) compreso tra 1,78 e 2,00 unità astronomiche (au). Costituiscono la porzione più interna della fascia principale e derivano il loro nome dal loro membro più grande del gruppo, 434 Hungaria. Il gruppo Hungaria comprende la famiglia Hungaria (FIN: 003), una famiglia di asteroidi collisionali che domina la sua popolazione.

## Descrizione
Gli asteroidi Hungaria condividono tipicamente i seguenti parametri orbitali:
- Semiasse maggiore compreso tra 1,78 e 2,00 au
- Periodo orbitale di circa 2,5 anni
- bassa eccentricità, inferiore a 0,18
- Inclinazione compresa tra 16° e 34°
- Risonanza di moto medio approssimativo con Giove di 9:2 e con Marte di 3:2.

La risonanza 4:1 di Kirkwood (a 2,06 UA) segna il confine esterno del gruppo di Hungaria, mentre le interazioni con Marte determinano il confine interno. A titolo di confronto, la maggior parte degli asteroidi si trova nella regione centrale della fascia degli asteroidi, che si trova tra la lacuna 4:1 (a 2,06 UA) e la lacuna 2:1 (a 3,27 UA).
La maggior parte degli asteroidi Hungaria sono asteroidi di tipo E, il che significa che hanno superfici enstatitiche estremamente luminose e albedo tipicamente superiori a 0,30. Nonostante le loro albedo elevate, nessuno di essi può essere visto con un binocolo perché sono troppo piccoli: il più grande (434 Hungaria) misura solo circa 11 km. Sono comunque i più piccoli asteroidi che si possono regolarmente scorgere con i telescopi amatoriali.
L'origine del gruppo di Hungaria è ben nota. In corrispondenza della risonanza orbitale 4:1 con Giove, che si trova a semi-assi maggiori di 2,06 UA, qualsiasi corpo orbitante subisce una perturbazione sufficientemente forte da essere costretto a un'orbita estremamente eccentrica e instabile, creando la lacuna di Kirkwood più interna. All'interno di questa risonanza 4:1, gli asteroidi in orbite a bassa inclinazione sono, a differenza di quelli al di fuori della lacuna di Kirkwood 4:1, fortemente influenzati dal campo gravitazionale di Marte. In questo caso, invece dell'influenza di Giove, le perturbazioni di Marte hanno, nel corso della vita del sistema solare, espulso tutti gli asteroidi all'interno del divario di Kirkwood di 4:1, ad eccezione di quelli sufficientemente lontani dal piano orbitale di Marte, dove il pianeta esercita forze molto minori.
Ciò ha lasciato una situazione in cui l'unica concentrazione rimanente di asteroidi all'interno della risonanza 4:1 si trova su orbite ad alta inclinazione, sebbene abbiano eccentricità piuttosto basse. Tuttavia, anche al momento attuale della storia del sistema solare alcuni asteroidi Hungaria attraversano l'orbita di Marte e sono ancora in fase di espulsione dal sistema solare a causa dell'influenza del pianeta rosso (a differenza degli asteroidi nel "nucleo" della fascia degli asteroidi, dove predomina l'influenza di Giove).
Si ritiene che i cambiamenti a lungo termine nell'orbita di Marte siano un fattore determinante nel processo di rimozione degli asteroidi Hungaria. Alle eccentricità più elevate, simili ai valori estremi osservati oggi o anche leggermente superiori, Marte perturba gli asteroidi Hungaria e li costringe a orbite sempre più eccentriche e instabili quando il loro nodo ascendente si trova vicino in longitudine all'afelio del pianeta. Questo porta in ultima analisi, nel corso di milioni di anni, alla formazione degli asteroidi Amor, che hanno vita breve, e degli asteroidi che attraversano l'orbita della Terra (che insieme compongono la popolazione degli asteroidi near-Earth).

## Asteroidi
| Nome   | Nome                    | Diametro medio | Semiasse maggiore | Inclinazione orbitale | Eccentricità | Scoperta |
| ------ | ----------------------- | -------------- | ----------------- | --------------------- | ------------ | -------- |
| 434    | 434 Hungaria            | 8,934          | 1,944             | 22,507                | 0,0740       | 1898     |
| 1025   | 1025 Riema              |                |                   |                       |              |          |
| 1103   | 1103 Sequoia            |                |                   |                       |              |          |
| 1453   | 1453 Fennia             |                |                   |                       |              | 1938     |
| 1750   | 1750 Eckert             |                |                   |                       |              |          |
| 1919   | 1919 Clemence           |                |                   |                       |              | 1971     |
| 1920   | 1920 Sarmiento          |                |                   |                       |              | 1971     |
| 2048   | 2048 Dwornik            |                |                   |                       |              | 1973     |
| 2083   | 2083 Smither            |                |                   |                       |              |          |
| 2272   | 2272 Montezuma          |                |                   |                       |              | 1972     |
| 2491   | 2491 Tvashtri           |                |                   |                       |              | 1977     |
| 3043   | 3043 San Diego          |                |                   |                       |              | 1982     |
| 3086   | 3086 Kalbaugh           |                |                   |                       |              |          |
| 3169   | 3169 Ostro              |                |                   |                       |              |          |
| 3447   | 3447 Burckhalter        |                |                   |                       |              |          |
| 3940   | 3940 Larion             |                |                   |                       |              | 1973     |
| 4031   | 4031 Mueller            |                |                   |                       |              | 1985     |
| 4464   | 4464 Vulcano            |                |                   |                       |              | 1966     |
| 4690   | 4690 Strasbourg         |                |                   |                       |              |          |
| 5390   | 5390 Huichiming         |                |                   |                       |              |          |
| 5427   | 5427 Jensmartin         |                |                   |                       |              |          |
| 6461   | 6461 Adam               |                |                   |                       |              | 1893     |
| 7187   | 7187 Isobe              |                |                   |                       |              | 1992     |
| 37471  | 37471 Popocatépetl      |                |                   |                       |              | 1960     |
| 121236 | 121236 Adrianagutierrez |                |                   |                       |              | 1999     |